# Četvoroelektronska tricentarska veza
Četvoroelektronska tricentarska veza je model koji se koristi za objašnjavanje postojanja pojedinih hipervalentnih molekula kao što su tetratomiska i heksatomska interhalogena jedinjenja, sumpor tetrafluorid, ksenon fluoridi, i bifluoridni jon. Ona je takođe poznata kao Pimentel–Rundlov tricenterski model po radu koji je objavio Džordž C. Pimentel 1951. godine. Taj rad je zasnovan na konceptima koje je ranije razvio Robert E. Rundl za elektron-deficijentno vezivanje. Proširena verzija ovog modela se koristi za opisivanje cele klase hipervalentnih molekula, kao što su fosfor pentafluorid i sumpor heksafluorid, kao i multicenterskog pi-vezinja, na primer kod ozona i sumpor trioksida.